# Groningsche Cricket en Hockey Club
De Groningsche Cricket en Hockey Club (G.C.H.C.) is een van de twee studentenhockeyverenigingen van de Nederlandse stad Groningen. De club is opgericht op 20 september 1929. De velden liggen op het Zernikecomplex. G.C.H.C. is met meer dan 1000 leden de grootste studenten hockeyclub van Nederland. 
De ruim 600 competitieleden zijn verdeeld over 17 damesteams en 13 herenteams. Tevens heeft G.C.H.C. ook nog meer dan 200 trainingsleden.
G.C.H.C. kent 6 selectieteams; Heren 1 t/m 3 en Dames 1 t/m 3. Heren 1 speelt in de overgangsklasse, Heren 2 en 3 in de reserve hoofdklasse. Dames 1 speelt ook in de eerste klasse, Dames 2 en Dames 3 spelen beiden in de reserve hoofdklasse. De grote hoeveelheid selectieteams zorgen voor een ideale combinatie van op niveau hockeyen naast de gezelligheid die het studentenleven met zich mee brengt. De overige heren- en damesteams spelen op allerlei niveaus. Zo is er voor iedereen een team waar je tot je recht komt.
Momenteel hebben ze de beschikking over 3 kunstgrasvelden en een waterveld. Verder heeft G.C.H.C. een eigen clubhuis dat beheerd wordt door studenten. De bijnaam van het huidige clubhuis is ‘De Vergrooottte Bierhut’.